# Негоничі
Негоничі (біл. вёска Нягоняны) — село в складі Березинського району Мінської області, Білорусь. Село підпорядковане Поплавській сільській раді, розташоване в східній частині області.